# Rocco Aprile
Rocco Aprile (Calimera, 22 agosto 1929 – Calimera, 26 aprile 2014) è stato uno storico, romanziere e ellenista italiano della minoranza greca (grica) del Salento, di cui ha rappresentato l'esponente locale più autorevole e ascoltato.

## Biografia
Il principale risultato della sua attività di storico è il volume Storia della Grecia moderna (1453-1981) (Lecce, Capone, 1985), ad oggi l'unica storia greca scritta da un italiano (essa colma "una macroscopica lacuna nella manualistica italiana", Giannachi 2016: 29), ed è perciò citata nella bibliografia di riferimento di Richard Clogg (Storia della Grecia moderna dalla caduta dell'impero bizantino a oggi, Milano, Bompiani, 1996). La storia della Grecia moderna è seguito da Storia di Cipro (Lecce, Argo, 2007, ISBN 978-88-8234-043-8), anch'essa l'unica storia di questo paese scritta da un italiano.
Come neoellenista della minoranza greca del Salento, è stato l'unico ammesso nel corso del Novecento dall'Accademia Parnassos di Atene, dove ha potuto tenere nel 1994 una conferenza a circa un secolo di distanza da quella dell'ellenista e poeta Vito Domenico Palumbo; la sua ultima conferenza è avvenuta su invito dell'Istituto Italiano di Cultura di Salonicco, poco prima della cecità.
Aprile ha scritto tre romanzi. Il primo, Il sole e il sale, pubblicato originariamente dal Circolo Ghetonìa di Calimera negli anni ottanta (1987), è stato poi ristampato (Lecce, Icaro, 2006), ottenendo un buon riscontro di pubblico; ha avuto un seguito, Il funerale e i fiori di campo (Lecce, Icaro, 2009). Un terzo romanzo, Arsinòi, segue una storia della resistenza greca al nazifascismo.
Ha diretto la collana Grecìa salentina: problemi e documenti per Capone editore (il primo numero, del 1980, contiene tra gli altri un contributo del grande dialettologo tedesco Gerhard Rohlfs, sostenitore della continuità della lingua greca dall'antichità ad oggi; da sottolineare il fatto che Aprile è invece un sostenitore dell'idea opposta, quella della non continuità); numerosi contributi e volumi sono stati tradotti in greco moderno.
Promotore di conferenze e incontri per lo studio delle lingue e culture delle comunità alloglotte italiane, coinvolse altri studiosi anche di fama internazionale fra cui Pier Paolo Pasolini, collaborazione però interrotta dalla improvvisa scomparsa di quest'ultimo.

## Vita privata
Sposato con Tina, aveva cinque figli.